# 清水乡 (循化县)
清水乡，是中华人民共和国青海省海东市循化撒拉族自治县下辖的一个乡镇级行政单位。

## 行政区划
清水乡下辖以下地区：
石巷村、下滩村、田盖村、阿什匠村、乙麻亥村、上庄村、下庄村、阿么叉村、红庄村、大寺古村、瓦匠庄村、唐赛村、大庄村、专塘村、塔沙坡村、木厂村和索同村。